# Nieu-Bethesda

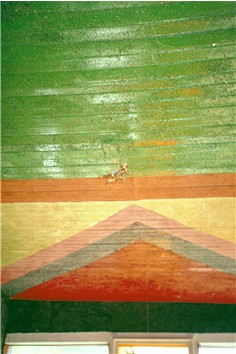
Een plafond in het uilhuis (Foto J.Folmer 1999)

Nieu-Bethesda is een klein en onopvallend dorp met 1540 inwoners, in de grote Karoo in het droge westen van Zuid-Afrika. Het ligt zo'n 50 km ten noorden van Graaff-Reinet in het Sneeuberg gebied. Het is in 1838 gesticht door Charles Murray, een Nederduits-Gereformeerde dominee van Graaff-Reinet met de woorden 'En laten wy deze plaats nu Bethesda noemen' vanwege de vruchtbaarheid van het dal en het voorhanden zijn van voldoende water. De naam Nieu-Bethesda is Nederlands, ondanks de ontbrekende w. (In Afrikaans nieuw/nieuwe = nuut/nuwe)

## Helen Martins
In het dorp woonde en werkte Helen Martins (1898-1976), een beeldend kunstenares die samen met Koos Malgas (1937-2000) een grote hoeveelheid kunstwerken achterliet. Haar tuin en huis puilen ervan uit. Helen was een arme vrouw die vaak het geld niet had om materialen voor haar werk aan te schaffen. Zij werkte daarom vaak met de goedkoopste middelen die zij krijgen kon, zoals beton of gebroken glas van flessen en glazen. Hele wanden en plafonds van haar huis zijn beplakt met gebroken glas in fantastisch gekleurde patronen. Haar huis staat bekend als het Uilhuis, omdat de uil er in alle soorten en maten in is afgebeeld. De tuin staat bekend als de kamelentuin. Alle kamelen en andere figuren kijken verwachtingsvol naar het oosten. Veel van haar symboliek is christelijk maar ook elementen van een meer Oosterse herkomst zijn te ontwaren.
Helen Martins was geen gelukkig mens. Zij werd door de kleine dorpsgemeenschap niet begrepen en min of meer als dorpsgek gezien. Andere mensen waren in de Karoo -letterlijk- zeer ver te zoeken. Toch werd haar weleens eten gebracht omdat buren vreesden dat zij zich in haar gedrevenheid anders helemaal zou verwaarlozen. Uiteindelijk mocht dat niet baten en na twaalf jaar bouwen en scheppen zocht zij door vergiftiging de dood.
Vandaag is Nieu-Bethesda een trekpleister geworden, niet alleen voor toeristen maar ook voor kunstenaars die er hun eigen werk neer komen zetten of laten fotograferen. Er is ook een kunstgalerie.

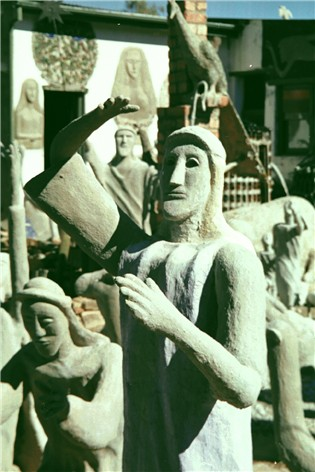
Uitziend naar het oosten (kameeltuin). Foto J.Folmer 1999

## Subplaatsen
Het nationaal instituut voor de statistiek, Stats SA, deelt sinds de census 2011 deze hoofdplaats in in zogenaamde subplaatsen (sub place), c.q. slechts één subplaats:
Nieu Bethesda SP.